# Zoocosmius teocchii
Zoocosmius teocchii är en skalbaggsart som beskrevs av Karl Adlbauer 2006. Zoocosmius teocchii ingår i släktet Zoocosmius och familjen långhorningar. Inga underarter finns listade i Catalogue of Life.